# Blobvis
De blobvis (Psychrolutes marcidus) is een vis die in diepe wateren voor de kusten van het vasteland van Australië en Tasmanië leeft.
De blobvis leeft op diepten waar een zwemblaas niet efficiënt is. In plaats daarvan ontleent de vis zijn drijfvermogen aan zijn lichaam, dat voor een groot deel uit een soort gelatine bestaat met een dichtheid iets lager dan die van water. Een blobvis wordt ongeveer 30 centimeter en leeft op een diepte van 600 tot 1200 meter.
Deze vis wordt mogelijk in zijn voortbestaan bedreigd door het gebruik van sleepnetten over de bodem in zijn leefgebied, waarschijnlijk zijn enige leefgebied. Hij wordt er vaak als bijvangst gevangen.
De blobvis scoort vaak goed in lijstjes van de lelijkste diersoorten.